# Jan Kooiman (burgemeester)
Jan Kooiman (Benschop, 18 april 1873 - Gouda, 11 juni 1939) was een Nederlandse burgemeester.

## Leven en werk
Kooiman werd op 18 april 1873 te Benschop geboren als zoon van de spoorwegbeambte Hendrik Kooiman en Cornelia Rietveld. Hij begon zijn loopbaan op 17-jarige leeftijd als militair bij de infanterie in Gouda. Na de officiersopleiding in Kampen te hebben gevolgd werd hij benoemd tot docent aan de Koninklijke Militaire Academie. Daarna was hij in de rang van kapitein werkzaam voor de Generale Staf. Na zijn actieve diensttijd werd hij achtereenvolgens titulair bevorderd tot majoor en in 1937 tot kolonel. In 1927 werd hij benoemd tot burgemeester van de toenmalige Drentse gemeente Vledder. Per 1 februari 1932 werd hij benoemd tot burgemeester van de gemeenten Bergambacht en Ammerstol. Per 1 mei 1938 kreeg hij op zijn verzoek eervol ontslag als burgemeester vanwege het bereiken van de pensioengerechtigde leeftijd.
Kooiman trouwde op 20 oktober 1897 te Gouda met Johanna Gerarda Bellaart (1875-1923), dochter van Pieter Johannes Bellaart en Gerarda Johanna Kortenoever.
Kooiman hertrouwde op 16 oktober 1923 te Baarn met Jeannette Adrienne Angeline du Quesne van Bruchem (1895-1952), dochter van Jean Philippe Theodore du Quesne van Bruchem en dichteres Elisabeth Huberta (Lies) du Quesne van Bruchem-van Gogh (1859-1936) die een zus was van de kunstschilder Vincent van Gogh (1853-1890). Kooiman overleed op 11 juni 1939 op 66-jarige leeftijd in zijn woonplaats Gouda. Hij was Ridder in de Orde van Oranje-Nassau.